# Герб Підлужного
Герб Підлужного — офіційний символ села Підлужне, Рівненського району Рівненської області, затверджений 12 липня 2006 р. рішенням сесії Підлужненської сільської ради.
Автори — А. Гречило, Ю. Терлецький, М. Омельчук і О. Кособуцький.

## Опис герба
У зеленому полі золота квітка мати-й-мачухи (підбілу звичайного), обабіч — відділені хвилясто срібні бічники.

## Значення символів
Квітка підбілу та зелене поле вказують на щедрі луги та назву села, срібні бічники означають річки Горинь і Замчисько, води яких омивають Підлужне.